# Hope Davis
Hope Davis (ur. 23 marca 1964 w Englewood, stan New Jersey) – amerykańska aktorka.

## Filmografia
- 2014: Wild Card
- 2013: Więcej niż słowa (Louder Than Words) jako Brenda Fareri
- 2013: Prawo i porządek: sekcja specjalna (Law & Order: Special Victims Unit) jako Viola Mesner
- 2013: The Ordained jako Packy
- 2012: Disconnect jako Lydia Boyd
- 2012–2013: Newsroom (The Newsroom) jako Nina Howard
- 2011: Giganci ze stali (Real Steel) jako ciotka Debra
- 2011: The Miraculous Year jako Mandy Vance
- 2011: Mildred Pierce jako pani Forrester
- 2011: Spring/Fall jako Eden
- 2011: Drzewo genealogiczne (The Family Tree) jako Bunnie Burnett
- 2010: Władcy świata (The Special Relationship) jako Hillary Clinton
- 2009: Lokator (The Lodger) jako Ellen
- 2009: Terapia (In Treatment) jako Mia
- 2008: Synekdocha, Nowy Jork (Synecdoche, New York) jako Madeleine Gravis
- 2008: Genua. Włoskie lato (Genova) jako Marianne
- 2007: Charlie Bartlett jako Marilyn Bartlett
- 2007: Dziewiątki (The Nines) jako Sarah / Susan / Sierra
- 2006–2007: Sześć stopni oddalenia (Six Degrees) jako Laura
- 2006: Bez skrupułów (Infamous) jako Slim Keith
- 2006: Blef (The Hoax) jako Andrea Tate
- 2005: Kumple na zabój (The Matador) jako Bean Wright
- 2005: Duma: Podróż do domu (Duma) jako Kristin
- 2005: Prognoza na życie (The Weather Man) jako Noreen Spritz
- 2005: Dowód (Proof) jako Claire
- 2003: Amerykański splendor (American Splendor) jako Joyce Brabner
- 2002: Schmidt (About Schmidt) jako Jeannie
- 2002: Sekretne życie dentysty (The Secret Lives of Dentists) jako Dana Hurst
- 2001: Final jako Ann
- 2001: Kraina wiecznego szczęścia (Hearts in Atlantis) jako Elizabeth Garfield
- 2000–2001: W ostatniej chwili (Deadline) jako Brooke Benton
- 2000: Tajemniczy Joe (Joe Gould's Secret) jako Therese Mitchell
- 1999: Arlington Road jako Brooke Wolfe
- 1999: Mumford jako Sofie Crisp
- 1998: Oszuści (The Impostors) jako Emily Essendine
- 1998: Razem i oddzielnie (Next Stop Wonderland) jako Erin Castleton
- 1997: Zjazd (The Myth of Fingerprints) jako Margaret
- 1997: Guy jako Camera
- 1996: Partner niedoskonały (Mr. Wrong) jako Annie
- 1996: Rodzinna wyprawa (The Daytrippers) jako Eliza D'Amico
- 1995: Run for Cover
- 1995: Pocałunek śmierci (Kiss of Death) jako Dziewczyna Juniora
- 1990: Linia życia (Flatliners) jako Anne Coldren
- 1990: Kevin sam w domu (Home Alone) jako French Ticket Agent